# Богушиці (Стшелінський повіт)
Богушиці (пол. Boguszyce) — село в Польщі, у гміні Борув Стшелінського повіту Нижньосілезького воєводства.
Населення — 80 осіб (2011).
У 1975-1998 роках село належало до Вроцлавського воєводства.

## Демографія
Демографічна структура станом на 31 березня 2011 року:
|          | Загалом | Допрацездатний вік | Працездатний вік | Постпрацездатний вік |
| -------- | ------- | ------------------ | ---------------- | -------------------- |
| Чоловіки | 43      | 7                  | 33               | 3                    |
| Жінки    | 37      | 10                 | 19               | 8                    |
| Разом    | 80      | 17                 | 52               | 11                   |